# 岩崎民平
岩崎 民平（いわさき たみへい、1892年12月18日 - 1971年6月29日）は、日本の英語学者・辞書編纂者。東京外国語大学名誉教授。

## 経歴
出生から修学期
1892年、山口県都濃郡富田村（現：周南市）で生まれた。1910年、山口県立徳山中学校（現：山口県立徳山高等学校）を卒業。東京外国語学校に進学し、1913年に卒業。
卒業後は東京府立第四中学校教諭となったが、再び東京帝国大学に入学し、1922年に卒業。
英語学研究者として(戦前)
1922年、東京外国語学校（のちの東京外国語大学）教授に就いた。1932年刊行の岡倉由三郎編『新英和大辞典(初版)』（研究社）の改訂にあたり、中心となって作業に当たった。続いて1941年刊行の『簡約英和辞典』(研究社)を編纂。本書は『新英和大辞典』の簡約版というコンセプトの辞書であったが、『大辞典』にない学習辞書的要素を加味した。福原麟太郎は自らの師匠・岡倉の『大辞典』より、この辞書を推薦した。
太平洋戦争後
1949年、新制大学移行に伴い、以降は東京外国語大学教授。1953年刊行の『新英和大辞典(第3版)』(研究社)編纂・出版に当たり、編集主幹を河村重治郎と共に務めた。1955年、東京外国語大学第2代学長に就任。「学生諸君も、ただ単位を揃えていって就職口が決まれば能事終わるというような安易な考えを脱却して、気宇も大きく持ち、学問にまっしぐらに専念するほどの青年の意気を示してほしい。」と述べている。研究者としては、1956年刊行の『新簡約英和辞典』(研究社)についても編纂を担当した。続いて1967年刊行の『新英和中辞典(初版)』(研究社)の編纂を担当したが、その際にホーンビーの『新英英大辞典（Ideomatic and Syntactic English Dictionary）』（開拓社）にヒントを得て文型表示を取り入れ、一躍学習用英和辞典のスタンダードとなった。
1971年に死去。『現代英和辞典』(研究社)に監修者として携わっていた中での死去であった。

## 研究内容・業績
専門は英語学で、旧制中学校で教職に就いた経験もあったことから英語教育に関しても関連著作を残している。

## 著作
著書
- 『英語発音と綴字』研究社 1919
- 『副詞・接続詞の研究』英語英文學刊行會 1934
- 『英文法の教授と問題』研究社 1936
- 『英文法講話』(上) 研究社出版 1949
- 『岩崎民平文集：英語ひとすじの生涯』研究社 1985

共編著
- 『中学英語教授法』中教出版 1954

辞書編纂
- 『Kim, with introduction and notes by Tamihei Iwasaki』研究社 1923
- 『English short stories, with introduction and notes by Tamihei, Iwasaki』研究社 1925
- 『Plain tales from the hills with introduction and notes by Tamihei Iwasaki』研究社 1930
- 『IF I MAY with introduction and notes by Tamihei Iwasaki 』岩崎民平 註釈、研究社 1931
- 『Essays, by A.A. Milne, with introd. and notes by Tamihei Iwasaki 』研究社 1934
- 『Plain tales from the hills : selections with introd. and notes by Tamihei Iwasaki』研究社 1939
- 『ポケット英和辞典』研究社 1947
- 『簡約英和辞典』研究社 1947
- 『研究社新和英小辞典』研究社 1953
- 『研究社新英和大辞典』河村重治郎共編、研究社辞書部(8版) 1954
- 『英文法シリーズ 第1集』大塚高信・中島文雄共編、研究社 1959
- 『英文法シリーズ 第2集』大塚高信・中島文雄共編、研究社 1959
- 『英文法シリーズ 第3集』大塚高信・中島文雄共編、研究社 1959
- 『英米風物事典』中内正利・芹沢栄共著、研究社出版(英語科ハンドブックス) 1960
- 『英文解釈の方法と技術』石井正之助共著、至文堂 1960
- 『人名地名小辞典 英語編』竹林滋共編、研究社辞書部(研究社英語小辞典シリーズ) 1962
- 『新英和大辞典』岡倉由三郎編、研究社 1927

訳書
- 『音調と強調』(英語学パンフレツト 3) コウルマン著、研究社 1933
- 『ナィティンゲール評伝]』ストレーチイ著、実業之日本社 1939ndl
- 『R.L.Stevensonの文体]』(英語学パンフレット 21) チャーマーズ著、研究社 1936-1940ndl
- 『不思議国のアリス』カロル著、研究社 19291949ndl
  - 文庫化 角川文庫 1952
- 『おかめ八もく英米拝見』ジョージ・ミケシュ著、研究社出版 1958
- 『対訳ミルン』南雲堂 1960
- 『英語の型と正用法』A・S・ホーンビー著、研究社出版 1962

記念論集
- 『英語英米文学論集：岩崎民平教授還暦記念』佐々木達等編、研究社出版 1954